# COVAX

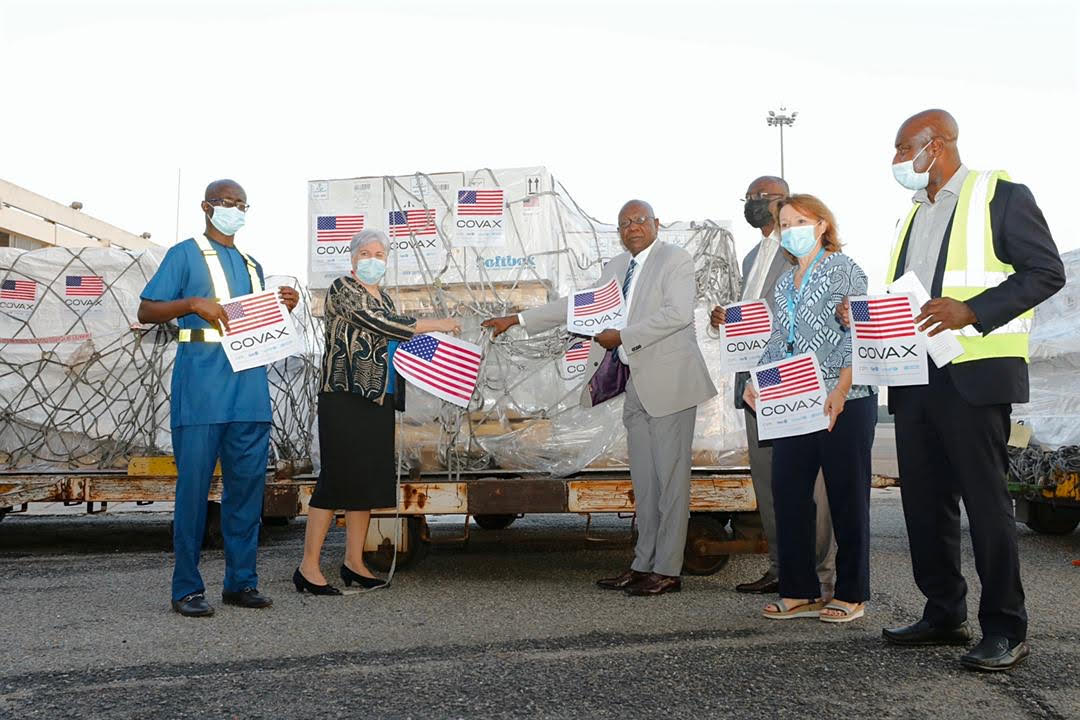
Офіційні особи США доставляють в Гану вакцини проти COVID-19 у рамках програми COVAX у 2021 році. Гана була першим одержувачем вакцин через COVAX.

COVAX (абревіатура від COVID-19 Vaccines Global Access — укр. Глобальний доступ до вакцин проти COVID-19) — глобальна ініціатива, спрямована на рівний доступ до вакцин проти COVID-19, яку очолюють ЮНІСЕФ, Альянс вакцин GAVI (раніше Глобальний альянс з вакцин та імунізації, або GAVI), Всесвітня організація охорони здоров'я (ВООЗ), Коаліція з питань інновацій для готовності до епідемій (CEPI) та інші. Це один із трьох механізмів Прискореного доступу до інструментів COVID-19, ініціативи, започаткованої у квітні 2020 року Всесвітньою організацією охорони здоров'я (ВООЗ), Європейською комісією та урядом Франції як реакцію на пандемію коронавірусної хвороби 2019. COVAX має на меті координацію міжнародних ресурсів, задля забезпечення рівного доступу до діагностики, лікування та вакцин проти COVID-19.
До 15 липня 2020 року 165 країн, що представляють 60 % людського населення, приєдналися до COVAX.

## Кандидати на вакцину
Багато країн, які отримають допомогу за програмою COVAX, мають «обмежений регуляторний потенціал» і залежать від дозволів ВООЗ. На початку 2021 року ВООЗ переглядала 11 потенційних вакцин проти COVID-19 для включення до переліку екстреного використання (EUL). Першою схваленою ВООЗ для екстреного використання 31 грудня 2020 року стала вакцина Pfizer — BioNTech проти COVID-19 — РНК-вакцина, розроблена BioNTech у співпраці з Pfizer, що виробляється під торговою маркою Комірнаті (Comirnaty).
ВООЗ повідомила в пресрелізі від 24 серпня 2020 року, що COVAX мав дев'ять кандидатів на вакцину, які були підтримані Коаліцією з питань інновацій щодо готовності до епідемій, і дев'ять кандидатів, які проходили випробування, що надає їй найбільший вибір вакцин проти COVID-19 у світі. До грудня COVAX завершила переговори з іншими виробниками, які надали їй доступ до двох мільярдів доз вакцин.

## Розподіл (одержувачі)
COVAX забезпечує вакцинами країни, що розвиваються. Загалом 92 країни з низьким та середнім рівнем доходу мають право отримувати вакцини проти COVID-19 завдяки механізму COVAX за допомогою інструменту фінансування COVAX Vaccines Advance Market Commitment (AMC). AMC COVAX фінансується за рахунок донорських внесків. COVAX AMC фінансує Фонд COVAX (англ. COVAX Facility), платформу для заупівель вакцин.
3 лютого 2021 року GAVI, ВООЗ та ЮНІСЕФ опублікували прогнозований розподіл вакцин Pfizer–BioNTech та Оксфорд–AstraZeneca за країнами на першу половину 2021 року. Ранній прогноз включає 1,2 мільйона доз вакцини Pfizer–BioNTech у І кварталі 2021 року та 336 мільйонів доз вакцини Оксфорд–AstraZeneca у першій половині 2021 року для 145 країн-часниць ініціативи COVAX. Очікується, що медичні працівники та найуразливіші групи отримають перші дози, які, як очікується, становитимуть приблизно 3,3 % від загальної кількості населення кожної країни-учасниці до кінця першої половини 2021 року.
У лютому 2021 року ВООЗ та Chubb Limited оголосили про впровадження схеми безпомилкової компенсації (NFCS) для щеплень проти COVID-19 для країн з низьким та середнім рівнем доходу, яка спочатку фінансуватиметься за рахунок донорського фінансування Gavi COVAX AMC.
24 лютого 2021 року Гана стала першою країною у світі, яка отримала вакцини через COVAX, коли в Аккру було доставлено 600 000 доз вакцини Оксфорд–AstraZeneca.
1 березня 2021 року прифронтовики та державні службовці з Кот-д'Івуару стали першими людьми, які отримали щеплення вакцинами проти COVID-19, доставленими Фондом COVAX. Понад 500 000 доз вакцини Оксфорд-AstraZeneca проти COVID-19, виробленої Інститутом сироватки крові Індії, було відправлені до міста Абіджан напередодні. Вакцини доставляв ЮНІСЕФ з Мумбаї.
5 березня 2021 року Молдова отримала 14 400 одиниць вакцини Оксфорд-AstraZeneca проти COVID-19, ставши першою європейською країною, яка отримала вакину за програмою COVAX. Кілька днів потому, країні було передано 21 600 доз тієї ж вакцини Румунією.
25 березня 2021 року Боснія і Герцеговина отримала через ЦОВАКС 24 300 одиниць вакцини Pfizer–BioNTech та 26 400 одиниць вакцини Оксфорд–AstraZeneca проти COVID-19, ставши другою європейською країною, якій це вдалося. За кілька тижнів до цього Сербія та Словенія передала понад 20 000 доз вакцини Оксфорд–AstraZeneca до Боснії і Герцеговини.
| Учасник | SFP/AMC | AstraZeneca SII | AstraZeneca SK Bioscience | Pfizer–BioNTech | Всього |
| ------- | ------- | --------------- | ------------------------- | --------------- | ------ |

| Індія                            | AMC | 97 164 000 | -          | -       | 97 164 000 |
| Пакистан                         | AMC | 17 160 000 | -          | -       | 17 160 000 |
| Нігерія                          | AMC | 16 008 000 | -          | -       | 16 008 000 |
| Індонезія                        | AMC | -          | 13 708 800 | -       | 13 708 800 |
| Бангладеш                        | AMC | 12 792 000 | -          | -       | 12 792 000 |
| Бразилія                         | УСФ | -          | 10 672 800 | -       | 10 672 800 |
| Ефіопія                          | AMC | 8 928 000  | -          | -       | 8 928 000  |
| ДР Конго                         | AMC | 6 948 000  | -          | -       | 6 948 000  |
| Мексика                          | УСФ | -          | 6 472 800  | -       | 6 472 800  |
| Філіппіни                        | AMC | -          | 5 500 800  | 117 000 | 5 617 800  |
| Єгипет                           | AMC | -          | 5 138 400  | -       | 5 138 400  |
| В'єтнам                          | AMC | -          | 4 886 400  | -       | 4 886 400  |
| М'янма                           | AMC | 4 224 000  | -          | -       | 4 224 000  |
| Іран                             | УСФ | -          | 4 216 800  | -       | 4 216 800  |
| Кенія                            | AMC | 4 176 000  | -          | -       | 4 176 000  |
| Уганда                           | AMC | 3 552 000  | -          | -       | 3 552 000  |
| Судан                            | AMC | 3 396 000  | -          | -       | 3 396 000  |
| ПАР                              | УСФ | -          | 2 976 000  | 117 000 | 3 093 000  |
| Афганістан                       | AMC | 3 024 000  | -          | -       | 3 024 000  |
| Південна Корея                   | УСФ | -          | 2 596 800  | 117 000 | 2 713 800  |
| Колумбія                         | УСФ | -          | 2 553 600  | 117 000 | 2 670 600  |
| Узбекистан                       | AMC | 2 640 000  | -          | -       | 2 640 000  |
| Ангола                           | AMC | 2 544 000  | -          | -       | 2 544 000  |
| Мозамбік                         | AMC | 2 424 000  | -          | -       | 2 424 000  |
| Гана                             | AMC | 2 412 000  | -          | -       | 2 412 000  |
| Україна                          | AMC | -          | 2 215 200  | 117 000 | 2 332 200  |
| Ємен                             | AMC | 2 316 000  | -          | -       | 2 316 000  |
| Аргентина                        | УСФ | -          | 2 275 200  | -       | 2 275 200  |
| Непал                            | AMC | 2 256 000  | -          | -       | 2 256 000  |
| Алжир                            | AMC | -          | 2 200 800  | -       | 2 200 800  |
| Камерун                          | AMC | 2 052 000  | -          | -       | 2 052 000  |
| Кот-д'Івуар                      | AMC | 2 040 000  | -          | -       | 2 040 000  |
| Ірак                             | УСФ | -          | 2 018 400  | -       | 2 018 400  |
| Північна Корея                   | AMC | 1 992 000  | -          | -       | 1 992 000  |
| Канада                           | УСФ | -          | 1 903 200  | -       | 1 903 200  |
| Марокко                          | AMC | -          | 1 881 600  | -       | 1 881 600  |
| Нігер                            | AMC | 1 872 000  | -          | -       | 1 872 000  |
| Перу                             | УСФ | -          | 1 653 600  | 117 000 | 1 770 600  |
| Саудівська Аравія                | УСФ | -          | 1 747 200  | -       | 1 747 200  |
| Шрі-Ланка                        | AMC | 1 692 000  | -          | -       | 1 692 000  |
| Малайзія                         | УСФ | -          | 1 624 800  | -       | 1 624 800  |
| Буркіна-Фасо                     | AMC | 1 620 000  | -          | -       | 1 620 000  |
| Малі                             | AMC | 1 572 000  | -          | -       | 1 572 000  |
| Малаві                           | AMC | 1 476 000  | -          | -       | 1 476 000  |
| Замбія                           | AMC | 1 428 000  | -          | -       | 1 428 000  |
| Венесуела                        | УСФ | -          | 1 425 600  | -       | 1 425 600  |
| Країни, що не є членами ООН      | N/A | -          | 1 303 200  | -       | 1 303 200  |
| Камбоджа                         | AMC | 1 296 000  | -          | -       | 1 296 000  |
| Сенегал                          | AMC | 1 296 000  | -          | -       | 1 296 000  |
| Чад                              | AMC | 1 272 000  | -          | -       | 1 272 000  |
| Сомалі                           | AMC | 1 224 000  | -          | -       | 1 224 000  |
| Зімбабве                         | AMC | 1 152 000  | -          | -       | 1 152 000  |
| Гвінея                           | AMC | 1 020 000  | -          | -       | 1 020 000  |
| Сирія                            | AMC | 1 020 000  | -          | -       | 1 020 000  |
| Болівія                          | AMC | 900 000    | -          | 92 430  | 992 430    |
| Чилі                             | УСФ | -          | 957 600    | -       | 957 600    |
| Бенін                            | AMC | 936 000    | -          | -       | 936 000    |
| Руанда                           | AMC | 996 000    | -102 960   |         | 893 040    |
| Еквадор                          | УСФ | -          | 885 600    | -       | 885 600    |
| Гаїті                            | AMC | 876 000    | -          | -       | 876 000    |
| Південний Судан                  | AMC | 864 000    | -          | -       | 864 000    |
| Гватемала                        | УСФ | -          | 847 200    | -       | 847 200    |
| Таджикистан                      | AMC | 732 000    | -          | -       | 732 000    |
| Туніс                            | AMC | -          | 592 800    | 93 600  | 686 400    |
| Папуа Нова Гвінея                | AMC | 684 000    | -          | -       | 684 000    |
| Того                             | AMC | 636 000    | -          | -       | 636 000    |
| Сьєрра-Леоне                     | AMC | 612 000    | -          | -       | 612 000    |
| Лаос                             | AMC | 564 000    | -          | -       | 564 000    |
| Домініканська Республіка         | УСФ | -          | 542 400    | -       | 542 400    |
| Йорданія                         | УСФ | -          | 511 200    | -       | 511 200    |
| Азербайджан                      | УСФ | -          | 506 400    | -       | 506 400    |
| Киргизстан                       | AMC | 504 000    | -          | -       | 504 000    |
| Нікарагуа                        | AMC | 504 000    | -          | -       | 504 000    |
| Гондурас                         | AMC | -          | 496 800    | -       | 496 800    |
| Республіка Конго                 | AMC | 420 000    | -          | -       | 420 000    |
| Ліберія                          | AMC | 384 000    | -          | -       | 384 000    |
| Сальвадор                        | AMC | -          | 324 000    | 51 480  | 375 480    |
| Центральноафриканська Республіка | AMC | 372 000    | -          | -       | 372 000    |
| Мавританія                       | AMC | 360 000    | -          | -       | 360 000    |
| Парагвай                         | УСФ | -          | 357 600    | -       | 357 600    |
| Сербія                           | УСФ | -          | 345 600    | -       | 345 600    |
| Лівія                            | УСФ | -          | 343 200    | -       | 343 200    |
| Ліван                            | УСФ | -          | 340 800    | -       | 340 800    |
| Сінгапур                         | УСФ | -          | 288 000    | -       | 288 000    |
| Палестина                        | AMC | -          | 240 000    | 37 440  | 277 440    |
| Коста-Рика                       | УСФ | -          | 254 400    | -       | 254 400    |
| Оман                             | УСФ | -          | 254 400    | -       | 254 400    |
| Нова Зеландія                    | УСФ | -          | 249 600    | -       | 249 600    |
| Панама                           | УСФ | -          | 216 000    | -       | 216 000    |
| Грузія                           | УСФ | -          | 184 800    | 29 250  | 214 050    |
| Монголія                         | AMC | -          | 163 200    | 25 740  | 188 940    |
| Молдова                          | AMC | -          | 156 000    | 24 570  | 180 570    |
| Гамбія                           | AMC | 180 000    | -          | -       | 180 000    |
| Боснія і Герцеговина             | УСФ | -          | 153 600    | 23 400  | 177 000    |
| Уругвай                          | УСФ | -          | 172 800    | -       | 172 800    |
| Лесото                           | AMC | 156 000    | -          | -       | 156 000    |
| Вірменія                         | УСФ | -          | 146 400    | -       | 146 400    |
| Ямайка                           | УСФ | -          | 146 400    | -       | 146 400    |
| Гвінея                           | AMC | 144 000    | -          | -       | 144 000    |
| Катар                            | УСФ | -          | 144 000    | -       | 144 000    |
| Албанія                          | УСФ | -          | 141 600    | -       | 141 600    |
| Намібія                          | УСФ | -          | 127 200    | -       | 127 200    |
| Ботсвана                         | УСФ | -          | 117 600    | -       | 117 600    |
| Бутан                            | AMC | 108 000    | -          | 5 850   | 113 850    |
| Кабо-Верде                       | AMC | 108 000    | -          | 5 850   | 113 850    |
| Коморські Острови                | AMC | 108 000    | -          | -       | 108 000    |
| Джибуті                          | AMC | 108 000    | -          | -       | 108 000    |
| Есватіні                         | AMC | 108 000    | -          | -       | 108 000    |
| Соломонові Острови               | AMC | 108 000    | -          | -       | 108 000    |
| Північна Македонія               | УСФ | -          | 103 200    | -       | 103 200    |
| Мальдіви                         | AMC | 108 000    | -5 850     |         | 102 150    |
| Багамські Острови                | УСФ | -          | 100 800    | -       | 100 800    |
| Бахрейн                          | УСФ | -          | 100 800    | -       | 100 800    |
| Барбадос                         | УСФ | -          | 100 800    | -       | 100 800    |
| Беліз                            | УСФ | -          | 100 800    | -       | 100 800    |
| Бруней                           | УСФ | -          | 100 800    | -       | 100 800    |
| Фіджі                            | AMC | -          | 100 800    | -       | 100 800    |
| Гаяна                            | AMC | -          | 100 800    | -       | 100 800    |
| Косово                           | AMC | -          | 100 800    | -       | 100 800    |
| Маврикій                         | УСФ | -          | 100 800    | -       | 100 800    |
| Східний Тимор                    | AMC | -          | 100 800    | -       | 100 800    |
| Тринідад і Тобаго                | УСФ | -          | 100 800    | -       | 100 800    |
| Вануату                          | AMC | -          | 100 800    | -       | 100 800    |
| Сан-Томе і Принсіпі              | AMC | 96 000     | -          | -       | 96 000     |
| Чорногорія                       | УСФ | -          | 84 000     | -       | 84 000     |
| Самоа                            | AMC | -          | 79 200     | -       | 79 200     |
| Суринам                          | УСФ | -          | 79 200     | -       | 79 200     |
| Сент-Люсія                       | AMC | -          | 74 400     | -       | 74 400     |
| Кірибаті                         | AMC | -          | 48 000     | -       | 48 000     |
| Федеративні Штати Мікронезії     | AMC | -          | 48 000     | -       | 48 000     |
| Гренада                          | AMC | -          | 45 600     | -       | 45 600     |
| Сент-Вінсент і Гренадини         | AMC | -          | 45 600     | -       | 45 600     |
| Тонга                            | AMC | -          | 43 200     | -       | 43 200     |
| Антигуа і Барбуда                | УСФ | -          | 40 800     | -       | 40 800     |
| Домініка                         | AMC | -          | 28 800     | -       | 28 800     |
| Андорра                          | УСФ | -          | 26 400     | -       | 26 400     |
| Маршаллові Острови               | AMC | -          | 24 000     | -       | 24 000     |
| Сент-Кіттс і Невіс               | УСФ | -          | 21 600     | -       | 21 600     |
| Монако                           | УСФ | -          | 7 200      | -       | 7 200      |
| Науру                            | УСФ | -          | 7 200      | -       | 7 200      |
| Тувалу                           | AMC | -          | 4 800      | -       | 4 800      |

## Учасники (донори)
COVAX в основному фінансується багатими західними країнами. Станом на 19 лютого 2021 року 30 країн підписали угоди про зобов'язання щодо Фонду COVAX, а також Європейського Союзу.
Хоча в основному фінансується урядами («Офіційна допомога з розвитку»), схема COVAX передбачає фінансується також за рахунок приватного сектору та благодійних внесків, а країни-реципієнти можуть розділити деякі витрати на вакцини та доставку.
| Донор                                                 | Внески |
| ----------------------------------------------------- | ------ |
| США                                                   | 2,500  |
| Німеччина                                             | 1,093  |
| Велика Британія                                       | 735    |
| Європейська комісія                                   | 489    |
| Японія                                                | 200    |
| Канада                                                | 181    |
| Фонд Білла і Мелінди Гейтс                            | 156    |
| Саудівська Аравія                                     | 153    |
| Норвегія                                              | 141    |
| Франція                                               | 122    |
| Італія                                                | 104    |
| Австралія                                             | 61     |
| Іспанія                                               | 61     |
| Нідерланди                                            | 37     |
| Австрія                                               | 32     |
| Рід Гастінгс та Петті Квіллін                         | 30     |
| Швеція                                                | 24     |
| Anonymous Foundation                                  | 22     |
| Швейцарія                                             | 22     |
| Нова Зеландія                                         | 12     |
| Кувейт                                                | 10     |
| Катар                                                 | 10     |
| Shell                                                 | 10     |
| Південна Корея                                        | 10     |
| TikTok                                                | 10     |
| Данія                                                 | 8      |
| Бельгія                                               | 5      |
| Ірландія                                              | 5      |
| Сінгапур                                              | 5      |
| Wise                                                  | 5      |
| Soccer Aid                                            | 4      |
| Фонд Thistledown                                      | 4      |
| Греція                                                | 2      |
| Ісландія                                              | 2      |
| Колумбія                                              | 1      |
| Центр гуманітарної допомоги короля Салмана (KSRelief) | 1      |
| Люксембург                                            | 1      |
| Mastercard                                            | 1      |
| Естонія                                               | 0.1    |
| Монако                                                | 0.1    |
| Nikkei, Inc.                                          | 1      |
| Medline International                                 | 0.02   |
| Бутан                                                 | 0.01   |
| Всього                                                | 6,268  |

### Європейський Союз
Станом на листопад 2020 року Європейський Союз (ЄС) та члени ЄС пообіцяли виділити для COVAX 870 млн євро. 31 серпня 2020 року Європейська Комісія (ЄК) приєднала ЄС до COVAX і пообіцяла 400 мільйонів євро гарантій, але не зазначила, як ці гроші будуть виплачені, чи на яких умовах. ЄК пообіцяла додаткові 100 млн євро з 11-го Європейського фонду розвитку для COVAX через грант GAVI 12 листопада. Окремі держави-члени ЄС також дали додаткові обіцянки; Франція пожертвувала додатково 100 млнє євро, Іспанія — додаткові 50 млн євро, а Фінляндія — додаткові 2 млн євро.
За даними Міністерства закордонних справ Німеччини, країна приєдналася до COVAX через Європейський Союз і пообіцяла 300 мільйонів євро на лікування COVID-19 у країнах, що розвиваються.

### Велика Британія
Велика Британія надала COVAX 548 млн фунтів стерлінгів. Країна не експортувала жодної вакцини до інших країн. Велика Британія була найбільшим донором COVAX-AMC, поки її за внесками не наздогнали Німеччина та США.

### США
у рамках своєї ізоляціоністської політики America First адміністрація Трампа заявила 1 вересня 2020 року, що не буде приєднуватися до COVAX через свою асоціацію з ВООЗ, з якої 6 липня 2020 року вона розпочала річний процес виходу.
Після перемоги над Трампом на виборах 2020 року Джо Байден оголосив, що США залишаться у ВООЗ і приєднаються до COVAX 20 січня 2021 року. Цей перелом американської політики (оголошений Ентоні Фауці, Головним медичним радником президента США) привітно заустріли у всьому світі. 19 лютого США пообіцяли 4 млрд доларів США, що зробило їх найбільшим вкладником у фонд.

### Індія
Індія приєдналася до COVAX через членство в альянсі GAVI і внесла 15 млн доларів США на 2021—2025 роки, але водночас країна є одержувачем допомоги за програмою COVAX. Інститут сироватки крові Індії є основним виробником вакцини Оксфорд-AstraZeneca проти COVID-19 («Ковішелд») та основним джерелом вакцини для програми COVAX у всьому світі; до 2021 року очікувалося до 700 млн доз. Після первинних поставок доз вакцин до Західної Африки та Молдови в березні 2021 року, Індія оголосила про зупинку з 24 березня експорту вакцини «Ковішелд» принаймні до квітня 2021 року через стрімке збільшення кількості випадків інфікування у їхніх власних штатах та територіях.

### Китай
Китай приєднався до COVAX 9 жовтня 2020 року. 4 червня 2020 року Китай вирішив збільшити свій внесок у GAVI на 2020—2025 роки до 20 млн доларів США проти 5 млн доларів США на 2016—2020 роки. 3 лютого 2021 року Китай заявив, що надасть 10 млн доз вакцин для COVAX.